# Sainte Église orthodoxe en Amérique du Nord
La Sainte Église orthodoxe en Amérique du Nord est une des Églises orthodoxes indépendantes.

## Histoire
Au sein de l'Église orthodoxe russe hors frontières jusqu'en décembre 1986, le monastère de la Transfiguration quitte cette dernière pour l'Église des vrais chrétiens orthodoxes de Grèce - Synode auxentiite.
Mgr Dimitrios de Boston ainsi que sept paroisses de son diocèse passent dans la juridiction de l'Église des vrais chrétiens orthodoxes de Grèce - Synode chrysostomite en septembre 2012.
Mgr Macarios de Toronto, rejoint en avril 2019 le synode de l'Église des vrais chrétiens orthodoxes de Grèce - Synode lamiaque avec une paroisse et un couvent.

## Organisation
[Quand ?]

### Synode
- Métropolite de Boston, Mgr Grégoire (consécration en avril 2012 [7])
- Métropolite de Toronto, vacant
- Métropolite de Seattle, Mgr Ignace (consécration en décembre 2015 [8])
- Évêque suffragant de Lanham, Mgr Chrysostome (consécration en janvier 2016[9])
- Évêque de Saint-Pétersbourg, Mgr Spyridon (consécration en février 2021[10])

- Mgr Ephraim décédé en janvier 2019[11]
- Mgr André décédé en juin 2021, était depuis juin 2019 métropolite de Toronto[12] (consécration en mars 2013 [13])

## Relations avec les autres Églises
L’Église était en communion d'avril 2013 à avril 2019 avec l'Église des vrais chrétiens orthodoxes de Grèce - Synode lamiaque.